# Dlhá nad Váhom

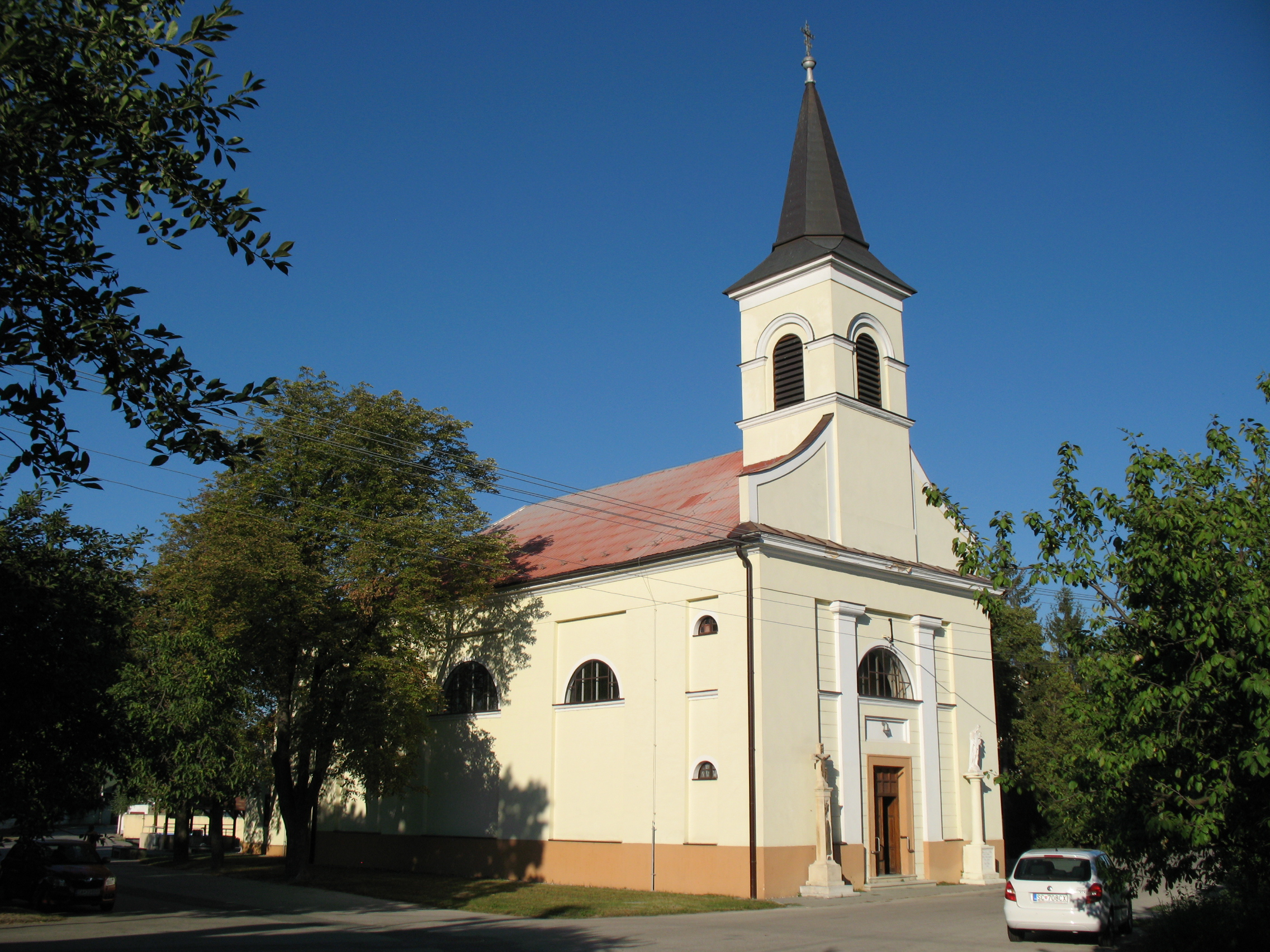
Kerk

Dlhá nad Váhom (Hongaars: Vághosszúfalu) is een Slowaakse gemeente in de regio Nitra, en maakt deel uit van het district Šaľa.
Dlhá nad Váhom telt 886 inwoners. De meerderheid van de bevolking is etnisch Hongaars.